# Samula Anoa'i
Samula Anoa'i (Samoa, 29 mei 1963), beter bekend als Samu, is een Samoaans professioneel worstelaar, die bekend is in de World Wrestling Federation (WWF).

## In worstelen
- Afwerking en kenmerkende bewegingen
  - Diving headbutt
  - Fireman's carry cutter
  - Samoan drop
  - Headbutt drop
  - Powerslam
  - Savate kick
  - Side slam

- Managers
  - Dylan Dean
  - Lou Albano
  - Eddie Creatchman
  - Buddy Roberts
  - Joel Deaton
  - Notorious Norm
  - Jimmy Garvin
  - Paul E. Dangerously
  - Oliver Humperdink
  - Afa

## Erelijst
- Independent Superstars of Pro-Wrestling
  - ISPW Heavyweight Championship (2 keer)
  - ISPW Tag-Team Championship (1 keer met LA Smooth)
  - IWCCW Tag Team Championship (1 keer met Mack Daddy Kane)

- Lutte` Internationale
  - Canadian International Heavyweight Championship (1 keer)

- National Wrestling League
  - NWL World Heavyweight Championship (4 keer)
  - NWL Tag-Team Championship (2 keer met John Rambo)

- New World Wrestling
  - NWW Undisputed Brass Knuckles Championship (1 keer)

- Pittsburgh Wrestling League
  - PWL Heavyweight Championship (1 keer)

- Pro Wrestling eXpress
  - PWX Heavyweight Championship (3 keer)

- Trans World Wrestling Federation
  - Trans World Wrestling Championship (1 keer)

- World Class Wrestling Association
  - WCWA Texas Tag Team Championship (1 keer met Fatu)
  - WCWA World Tag Team Championship (3 keer met Fatu)

- World Wrestling Council
  - WWC Caribbean Tag Team Championship (1 keer met Fatu)
  - WWC World Tag Team Championship (1 keer met Tahitian Warrior)

- World Wrestling Federation
  - WWF Tag Team Championship (1 keer met Fatu)

- World Xtreme Wrestling
  - WXW Heavyweight Championship (5 keer)